# De Mayerling a Sarajevo
De Mayerling a Sarajevo (títol original en francès: De Mayerling à Sarajevo) és una pel·lícula franco-britànica dirigida per Max Ophüls, estrenada el 1r de maig de 1940. Ha estat doblada al català.

## Argument
L'arxiduc Francesc Ferran d'Àustria, hereu de la corona de l'Imperi Austrohongarès, coneix i s'enamora de la comtessa Sophie Chotek. Desafiant el seu oncle, l'emperador Francesc Josep I d'Àustria, decideix casar-se amb ella. La seva història d'amor s'acabarà tràgicament amb el seu assassinat a Sarajevo.

## Repartiment
- Edwige Feuillère: la Comtessa Sophie Chotek
- John Lodge: l'archiduc Francesc Ferran d'Àustria
- Aimé Clariond: el príncep de Montenuovo
- Jean Worms: l'emperador Francesc Josep I d'Àustria
- Jean Debucourt: Janatschek
- Raymond Aimos: el valet de François-Ferdinand
- Gabrielle Dorziat: Maria Teresa de Portugal (arxiduquessa d'Àustria)
- Henri Bosc: l'ambaixador de Sèrbia
- Gaston Dubosc: el comte Chotek
- Marcel André: Frederic de Teschen
- Eddy Debray
- Jacques Roussel
- Colette Régis: Isabelle de Croy
- Sylvain Itkine
- Jacqueline Marsan: una jove archiduquessa
- Henri Beaulieu
- William Aguet: el chamberlain
- Jean Buquet
- Monique Clariond
- Francine Claudel
- Louis Florencie
- Georges-François Frontec
- Gilbert Gil
- Jean-Paul el Chanois
- Geneviève Morel
- Primerose Perret
- Philippe Richard